# Harry Blaney
Harry Blaney (* 18. Februar 1928 in Fanad, County Donegal; † 29. April 2013 im County Donegal, Irland) war ein irischer Politiker der Independent Fianna Fáil. Von 1997 bis 2002 war er Teachta Dála (Abgeordneter) im Dáil Éireann, dem irischen Unterhaus.

## Biografie
Harry Blaney ist der Sohn von Neal Blaney und der Bruder von Neil Blaney. Beide waren politisch eng mit der Fianna Fáil verbunden. Harry Blaney favorisierte anstelle der Schule die Arbeit auf dem landwirtschaftlichen Familienunternehmen. Nach dem Tod der Eltern führte er den Bauernhof weiter und spezialisierte sich auf Milchviehzucht und Kartoffelanbau.
1957 wurde er in Nachfolge seines Bruders Mitglied im Donegal County Council.
Sein Bruder wurde 1972 aus der Fianna Fáil ausgeschlossen. Ihm, aber auch Harry, wurde vorgeworfen, die IRA in Nordirland mit Waffen und Geldern versorgt zu haben. Neil Blaney kandidierte bei den folgenden Wahlen als Unabhängiger. Durch ihre Unterstützung für Neil wurden Harry und mehrere andere County Councillors der Fianna Fáil ausgeschlossen. Im Mai 1973 gründeten Neil und Harry Blaney sowie weitere Unterstützer die Independent Fianna Fáil.  Diese kooperierte in den 1970er und 1980er Jahren mit der sog. Provisional Sinn Féin, die den gewaltsamen Kampf der IRA unterstützte. Erst 1985 initiierte Harry Blaney eine Annäherung zur Fianna Fáil, die jedoch erst Fahrt aufnahm, als sein Bruder Neil 1995 starb und er die Führung der Independent Fianna Fáil übernahm. Mit den Wahlen zum Dáil Éireann 1997 zog er dann für den Wahlkreis Donegal North-East in den Dáil ein. Er unterstützte dabei die Fianna Fáil-Progressive Democrats-Regierung von Bertie Ahern. 2002 trat er zur Wahl nicht mehr an. 1999 hatte er schon nicht mehr für das Donegal County Council kandidiert. Sein Sohn Niall Blaney folgte ihm nach. 2006 sorgte Harry Blaney dafür, dass die Independent Fianna Fáil sich auflöste und die Mitglieder der Fianna Fáil wieder beitrat.
2009 wurde die Brücke über die Mulroy Bay nach ihm benannt.

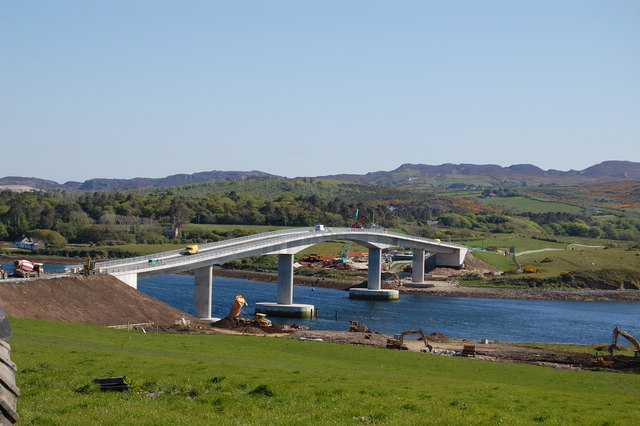
Harry-Blaney-Bridge

Harry Blaney heiratete 1965 Margaret Conaghan, mit der er fünf Töchter und zwei Söhne hatte.